# Ségur-les-Villas
 Ségur-les-Villas  es una población y comuna francesa, en la región de Auvernia, departamento de Cantal, en el distrito de Saint-Flour y cantón de Allanche.

## Demografía
| 588 | 529 | 434 | 404 | 318 | 270 |
| Para los censos de 1962 a 1999 la población legal corresponde a la población sin duplicidades (Fuente: INSEE [Consultar]) |     |     |     |     |     |